# Панорама (Долина Аосте)
Панорама је насеље у Италији у округу Долина Аосте, региону Долина Аосте.
Према процени из 2011. у насељу је живело 235 становника. Насеље се налази на надморској висини од 549 м.